# Смеркович, Соломон Львович
Соломон Львович Смерко́вич — советский инженер.

## Биография
В 1940-е годы инженер ЦКБ, начальник цеха № 3, начальник производства кораблестроительного завода № 340 (Зеленодольск).
Руководил строительством охотников проекта 122-бис. Было налажено поточное изготовление секций больших охотников на специализированных участках с последующей сборкой на подвижном стапеле. Монтажно-сборочные работы производились на четырёх позициях: на первой — сборка 20 секций корпуса; на второй — подготовка и монтаж на корабле главных двигателей, установка надстройки и трубы; на третьей — сборка главных механизмов, трубопроводов, электрооборудования; на четвёртой — отделочные работы и спуск на воду на четырёх тележках.
Всего в Зеленодольске в 1948 — 1955 годах построили 157 больших охотников проекта 122-бис.
В 1963—1968 директор Казанского завода газовой аппаратуры.
Внучка — Смеркович, Людмила Евгеньевна.

## Награды и премии
- Сталинская премия второй степени (1949) — за коренные усовершенствования постройки кораблей.